# Брюссельская шпалерная мануфактура
Брюссельская шпалерная мануфактура (нидерл. Brussels Trellis Fabriek) — ткацкое предприятие, возникшее в южно-нидерландском городе Брюсселе по производству настенных безворсовых ковров — шпалер (позднее получивших название гобелен). Особую славу брюссельские шпалеры приобрели в эпоху Северного Возрождения, в XV—XVI веках.
Брюссельские шпалеры известны в истории искусства благодаря сложным сюжетным композициям, картоны (подготовительные рисунки) для которых выполняли лучшие художники: рисовальщики и живописцы того времени: Денис ван Алслоот, Жак Д’Артуа, Лукас Ахтшеллинк, Ян ван Эйк, Хуго ван дер Гус, Рогир ван дер Вейден, братья Лимбург, Йоос де Момпер, Бернарт ван Орлей, Давид Тенирс Младший, Давид Тенирс Третий и многие другие. Оригинальный стиль брюссельских шпалер определялся соединением сюжетной композиции с обилием фигур и красочных драпировок в духе поздней интернациональной готики с мотивами, почерпнутыми из итальянского искусства: гротесками, арабесками, маскаронами, гирляндами и путти.
Наиболее известными мастерскими, из которых со временем выросла большая мануфактура, были мастерские Х. Рейдамса и братьев Лейнерсов. Особенно прославился художник-картоньер Бернарт ван Орлей. С 1515 года он был придворным портретистом Маргариты Австрийской, штатгальтера испанских Нидерландов, а с 1519 года Карла V Габсбурга. По поручению папы Льва Х вместе с Питером ван Альстом Орлей надзирал за изготовлением на Брюссельской мануфактуре знаменитой серии шпалер «Деяния Святых Апостолов» по картонам учеников Рафаэля. Ковры предназначались для украшения нижней части стен Сикстинской капеллы в Ватикане (семь ковров высотой 5 м и общей длиной 42 м; ныне в Ватиканской пинакотеке, картоны — в Музее Виктории и Альберта в Лондоне). Кроме того, ван Орлей и сам занимался изготовлением картонов для шпалер: «Охота императора Максимилиана» (Лувр), «Житие Авраама» (Хэмптон-Корт, Лондон). Серия «Деяния Святых Апостолов» многократно повторялась и стала одним из характерных проявлений романизма в искусстве Северной Европы.
В 1528 году магистрат Брюсселя распорядился метить все шпалеры красным щитком между двумя буквами «ВВ». На коврах 1534—1571 годов можно видеть монограмму «FG» (мастера Франциска Жебеля). Выдающимся мастером мануфактуры были Питер Паннемакер и его сын Вильгельм.
В последующие годы брюссельские картоньеры и ткачи продолжали обслуживать папский двор и, несмотря на итальянское влияние, сохраняли оригинальный художественный стиль, с XVII века развивавшийся в русле фламандского барокко. Именно в Брюсселе было положено начало выполнению ковров по картинам знаменитых художников. Отличительные черты брюссельских шпалер: сложные многофигурные композиции, где действующие лица заполняют всё поле ковра; определённый стиль в изображении лиц и одежды персонажей, облачённых исключительно в костюмы, соответствующие моде того времени; обязательные травы и цветы на переднем плане. Очень популярны были аллегорические сюжеты, античные и библейские темы.
Особенно своеобразны были пышные бордюры с изображениями плодов и цветов, обрамляющие фигурные композиции. В XVI веке брюссельские ткачи работали пряжей, окрашенной в 20—30 тонов, к шерсти добавляли шёлк, золотые и серебряные нити. Такие шпалеры близки французским вердюрам (от фр. verdure — зелень, трава, листва), но отличаются большим разнообразием, сложным переплетением букетов, гирлянд, птиц и бандельверков.
Самые знаменитые брюссельские шпалеры вытканы по картонам Питера Пауля Рубенса и Давида Тенирса. Рубенс внёс существенный вклад в развитие мануфактуры.
Рубенс создавал эскизы для шпалер в три этапа последовательного увеличения размеров и детализации композиции: боццетти, моделли (итал. modelli — эскизы, наброски), обычно живописью маслом по дереву в небольшом размере, и картоны (рисунки гризайлью в натуральную величину). В отличие от многих других брюссельских шпалер в произведениях по оригиналам Рубенса удивительным образом сохранялась его экспрессивная живописная манера: полутона, тени и блики. Оригинальными являются орнаментальные обрамления с витыми колоннами, картушами и бандеролями, гирляндами из цветов и плодов, кнорпельверками и рольверками.
По картонам Рубенса были созданы самые прославленные серии декоративных ковров: «История консула Деция Муса» (для семьи Паллавичини в Генуе) «История Константина Великого» (аллегория правления Людовика XIV), «Жизнь Ахилла» и самая знаменитая серия «Триумф Евхаристии» (1627—1632).
В конце XVII века в продукции мануфактуры стали заметны влияния французского «Большого стиля» времени правления французского короля Людовика XIV. Производство стало испытывать трудности из-за конкуренции с французскими мануфактурами и меньшей востребованности «картинных» ковров и окончательно закрылось в годы Французской революции.